# Банделин
Банделин (њем. Bandelin) општина је у њемачкој савезној држави Мекленбург-Западна Померанија. Једно је од 89 општинских средишта округа Остфорпомерн. Према процјени из 2010. у општини је живјело 641 становника. Посједује регионалну шифру (AGS) 13059003.

## Географски и демографски подаци
Банделин се налази у савезној држави Мекленбург-Западна Померанија у округу Остфорпомерн. Општина се налази на надморској висини од 22 метра. Површина општине износи 17,0 km². У самом мјесту је, према процјени из 2010. године, живјело 641 становника. Просјечна густина становништва износи 38 становника/km².